# Justizzentrum Neubrandenburg

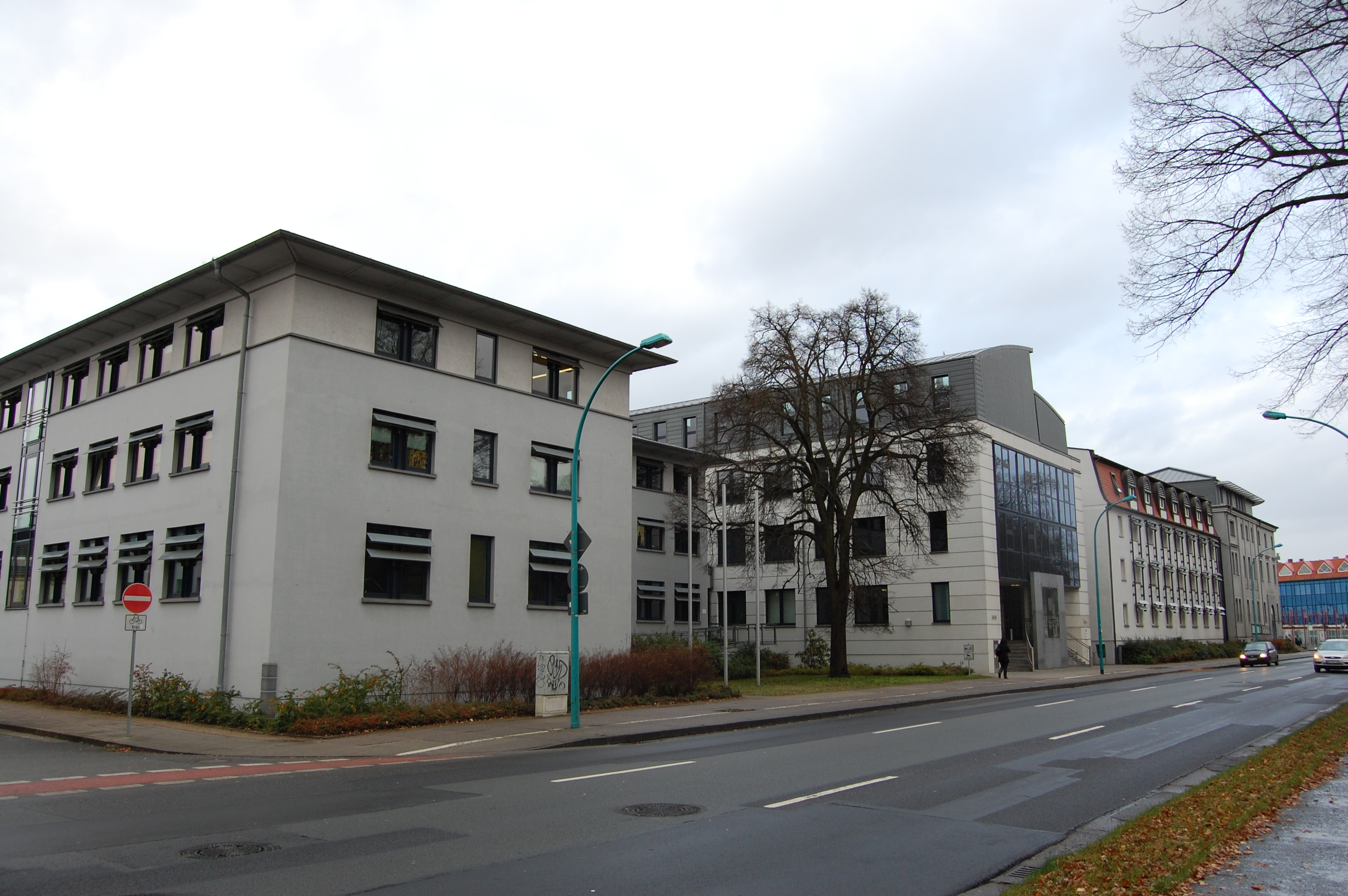
Justizzentrum Neubrandenburg

Das Justizzentrum Neubrandenburg in Mecklenburg-Vorpommern bündelt zwei Institutionen der ordentlichen Gerichtsbarkeit, ein Fachgericht sowie eine Außenstelle eines Arbeitsgerichts, dazu gehören:
- Amtsgericht Neubrandenburg
- Arbeitsgericht Stralsund – Außenstelle Neubrandenburg (ehemals Arbeitsgericht Neubrandenburg)
- Landgericht Neubrandenburg
- Sozialgericht Neubrandenburg

Es besteht aus mehreren, verbundenen Gebäuden entlang des Friedrich-Engels-Rings.